# El Tanque Sisley
Centro Cultural y Deportivo El Tanque Sisley, znany jako El Tanque Sisley – urugwajski klub piłkarski z siedzibą w mieście Montevideo.

## Osiągnięcia
- Mistrz drugiej ligi urugwajskiej (2):  1981, 1990

## Historia
Klub założony został 16 kwietnia 1941 roku. W roku 1971 zadebiutował w drugiej lidze. Ostatni raz w pierwszej lidze grał w roku 1991. W 1995 spadł do trzeciej ligi, ale w 1997 powrócił do drugiej ligi (Segunda división uruguaya), w której gra do dziś, czyli roku 2006.